# 七凪るとろ
七凪 るとろ（ななぎ るとろ）は、日本の女性声優。主にアダルトゲームに声をあてている。

## 人物
長く音声作品等で活動し、なかでも藍沢夏癒とのパーソナリティを担当しためがみそふとのラジオ「めがみの、かわいくて、○○なラジオ」では第1回から69回、期間にしておよそ3年近くメインパーソナリティを担当した。
その後2017年に発売されたインターハート作品から念願の商業デビューを果たした。音声作品では著名となるB-bishop作にも多数の出演をしているが、2018年に発売された同作100作目となる記念作品にも多数出演者がいる中で「出席番号9番」として出演。現在はフリーではなく事務所所属で活動中。2019年10月でデビューから10周年を迎えた。

## 出演作品
太字は主役・メインキャラクター

### PCゲーム

#### 2017年
- 巨乳ドスケベ学園 ～処女たちの止まらない腰使い～ (梅沢 ルネ）[3]
- ハーレムゲーム2 ～普通じゃない主人公がハーレムを築くファンタジー(?)～ (桜ヶ丘 理沙)[4]

#### 2018年
- はーれむ村 ～童卒不可避! 子種提供は村の掟です!!～] (倉敷 亜麻音)[5]
- はるかどらいぶ！ (みさき)[6]

#### 2019年
- 共有妻、美乃利～隣の部屋で抱かれている愛する妻～  (瀧川 美乃利)[7]
- はるかどらいぶ! Plus Edition (みさき)[8]

#### 2020年
- 僕は彼女の浮気を知っている (山中 紗枝)[9]
- 保健室のセンセーとシャボン玉中毒の助手 (タマ)
- 新人22歳のお姉ちゃん裏モノAVデビュー！！ 斎藤花子 イキ狂うねーちゃんのAVを、弟の俺がプロデュース！ (斎藤 花子)[10]
- いつまでも息子のママじゃいられない! 2 ～愛情たっぷり香夏子母さんのむっちりボディに射精管理されていっぱい射精したい!～ (東藤 香夏子)

### 同人ゲーム
- 緋落村玩具 種付け乱交の章
- D e p r a v i A ～戦乙女アンジェリカが酷い目にあう横スクロールハードコアリョナアクション～(サリエル、ボーンズ)
- DepraviA EgrigorI(サリエル）[11]
- 錬精術士コレットのＨな搾生活物語～精液を集める錬精術士～(ミラ・リーリウム）[12]
- 色欲の小毬荘～人妻・明菜編～（大寿美 明菜）
- 色欲の小毬荘～千星編～（大寿美 明菜）
- 下町をたすけて!異世界の反撃(魔法少女/めい)
- 出逢う女の子全てに犯されるRPG MAXボリューム!(ソフィア、サイコパス、アルラウネ娘)[13]

### 音声作品
※一部作品から抜粋 全てR-18指定に該当。役名がある物のみ()内に記載
- うざくてかわいくて這いよられるあいつ (ネル子)[14]
- W囁き搾精 ～ゆずかとしぃな～ (ゆずか)
- お金に困ったシスター ～10分間1回もイかずにセックスマシーンに耐えれば100万円～
- 清楚でかわいくて天然なサキュバスの耳かき
- 世話焼きな幼なじみと初体験をするちょっと甘いお話し
- 【立体音響】耳癒サロン 朝顔【耳かきサロン】
- オナニー中毒プログラム 射精天国? 射精地獄? ささやきお姉さんにザーメンを搾り取られまくる日々
- スライム三姉妹に精液を搾りとられ快楽堕ちの果てに精液ペットにランク落ち!クエスト失敗!【ありえない水音で耳を犯す音声作品】(ムイラ)
- 絶・オナサポ リオの残酷かもしれない実験で頭がバカになる音声[15]
- サキュバスに味見されるフェラチオフルコース[15]
- 文学少女の秘めやか逆痴漢
- クラスの女子全員に射精管理される音声【100作品記念】(出席番号9番) [16]
- 誘惑ゲーム3rd ～10分抵抗できたら100万円～
- 眠れない添い寝3 お布団の中で籠絡される音声 [16]
- 虹色マテリアル #5 父と娘と女たち(アリス)[17]
- オナサポデリバリー～元グラドル～(レナ[18])[19]
- メイドさんのノルマ式オナニーサポート シコシコ1000回してください[20]
- 強制NTR サキュバスの誘惑ゲームで彼女を見知らぬ男たちに犯させる音声[21]
- 【バイノーラル】エッチな音声作品の作り方
- 情けないゲームオーバーへようこそ 救済と絶望ゲーム式オナニーサポート[22]

他、80作品以上に出演

## DVD
- コスプレ淫語ギャラリー 萌え声コレクション VOL.1※アフレコ音声での出演

## OVA
- 巨乳ドスケベ学園 上巻 乙女クラブの秘密 (梅沢 ルネ）[23]
- 巨乳ドスケベ学園 下巻 目指せ！ハーレムルート (梅沢 ルネ）[24]

## モバイル/ブラウザゲーム
- 肉便器女学園 (江口理恵)
- プリゲット＋ (タウルス)
- 妖怪リング　～もののけ娘☆パラダイス～ (極寒の妖女・雪女深雪、鳴釜なるこ、他多数)
- Dragon knight5　幾億の刻を超えて ※X指定含む (SR女神フランシスカ、SR獣人サルメ)
- 戦国プロヴィデンス ※X版含む（狩野永徳、北条高広）
- 要塞少女 (ブリジット[25]、シェンメイ[26]、マイヤ[27]、カーリン[28]、マイヤ【聖夜】[29]、マイヤ【新年】[30]）

## TLゲーム
- 極華～ごくはな～ (桜田美姫)

## インターネット番組
- めがみの、かわいくて、○○なラジオ（2013年 - 2016年）